# 傑森·普雷斯利
傑森·普雷斯利（Jason Bradford Priestley，1969年8月28日—）是一位加拿大裔美國人演員和導演。他最著名的作品是在飛越比佛利中飾演Brandon Walsh。普雷斯利出生在溫哥華。